# رامون جيل
رامون «مونتشو» جيل سيخويروس (أغسطس 1897 في فيغو - 18 يناير 1965) كان لاعب كرة قدم إسباني، شارك في دورة الألعاب الأوليمبية الصيفية عام 1920.
وكان لاعباً في منتخب إسبانيا لكرة القدم عندما فاز بالميدالية الفضية في مسابقة كرة القدم بدورة الألعاب الأوليمبية عام 1920.

## وصلات خارجية
- رامون جيل على موقع قاعدة بيانات كرة القدم.إي يو (الإنجليزية)
- رامون جيل على موقع عالم كرة القدم.نت (الإنجليزية)
- رامون جيل على موقع أوليمبيديا (الإنجليزية)
- رامون جيل على موقع اللجنة الأولمبية الإسبانية (الإسبانية)
- profile